# Zou er iemand zijn op Mars?
Zou er iemand zijn op Mars? is de derde single van het album De wereld rond van de meidengroep K3. De single kwam uit op 29 november 2004.
De hoogste positie in Nederland in de Single Top 100 was plaats nummer 54 en het nummer stond 7 weken in de Single Top 100.
In België kwam de single de hitlijsten niet binnen.

## Tracklist
1. Zou er iemand zijn op Mars? (3:45)
2. Zou er iemand zijn op Mars? (instrumentaal) (3:45)

## Hitnotering
Nederlandse Single Top 100
| Zou Er Iemand Zijn Op Mars? in de Single Top 100 - binnen: 04-12-2004/Laatste Notering 15-01-2005 | Zou Er Iemand Zijn Op Mars? in de Single Top 100 - binnen: 04-12-2004/Laatste Notering 15-01-2005 | Zou Er Iemand Zijn Op Mars? in de Single Top 100 - binnen: 04-12-2004/Laatste Notering 15-01-2005 | Zou Er Iemand Zijn Op Mars? in de Single Top 100 - binnen: 04-12-2004/Laatste Notering 15-01-2005 | Zou Er Iemand Zijn Op Mars? in de Single Top 100 - binnen: 04-12-2004/Laatste Notering 15-01-2005 | Zou Er Iemand Zijn Op Mars? in de Single Top 100 - binnen: 04-12-2004/Laatste Notering 15-01-2005 | Zou Er Iemand Zijn Op Mars? in de Single Top 100 - binnen: 04-12-2004/Laatste Notering 15-01-2005 | Zou Er Iemand Zijn Op Mars? in de Single Top 100 - binnen: 04-12-2004/Laatste Notering 15-01-2005 | Zou Er Iemand Zijn Op Mars? in de Single Top 100 - binnen: 04-12-2004/Laatste Notering 15-01-2005 |
| Week                                                                                              | 1                                                                                                 | 2                                                                                                 | 3                                                                                                 | 4                                                                                                 | 5                                                                                                 | 6                                                                                                 | 7                                                                                                 |                                                                                                   |
| ------------------------------------------------------------------------------------------------- | ------------------------------------------------------------------------------------------------- | ------------------------------------------------------------------------------------------------- | ------------------------------------------------------------------------------------------------- | ------------------------------------------------------------------------------------------------- | ------------------------------------------------------------------------------------------------- | ------------------------------------------------------------------------------------------------- | ------------------------------------------------------------------------------------------------- | ------------------------------------------------------------------------------------------------- |
| Nummer                                                                                            | 54                                                                                                | 65                                                                                                | 70                                                                                                | 81                                                                                                | 69                                                                                                | 64                                                                                                | 72                                                                                                | uit                                                                                               |